# 友利電訊
友利電訊工業有限公司，簡稱友利電訊，以及友利電訊工業（英語：Universal Appliances Limited，港交所除牌時0419.HK），是在1980年成立，在1987年於香港交易所主板上市，當時由高振順家族持有，曾經營資訊科技，及電子股票機業務。
1988年，被隆輝集團有限公司（嘉域集團有限公司前身）收購，之後在1992年，轉手給高振順家族，但由於成效欠佳，於是開拓傳媒產業、廣告業務，由友利控股有限公司取代，也就是現時華億傳媒有限公司至今。

## 連結
- MediaChina-Corp.com